# Netsanet Mekonnen
Netsanet Zenaneh Mekonnen (hebräisch נצנת זננך מקונן; * 7. Juli 1988 in Addis Abeba, Äthiopien) ist eine israelische Schauspielerin.

## Leben und Karriere
Mekonnen wurde in Addis Abeba als Tochter einer christlichen Mutter und eines Halbjüdischen Vaters geboren. In ihrer Kindheit ließen sich ihre Eltern scheiden und lebte zog mit ihren Vater nach Israel.
Während seines Wehrdienstes in der Israelische Verteidigungsstreitkräfte drehte sie in einer Militärtheatertruppe ein autobiografisches Stück mit dem Titel „Netsanet“ und spielte darin mit. Nach ihren Wehrdienst war sie an der Broadway Dance Center. Danach studierte sie an der Kibbutzim College of Education, Technology and the Arts.
Ihr Debüt gab sie 2012 in der Fernsehserie Tanoochi. Anschließend spielte Mekonnen 2016 in Mama's Angel mit. Unter anderem bekam sie 2018 in dem Film HaNeshef eine Hauptrolle. Von 2020 bis 2022 war sie in Bat HaShoter zu sehen. 2023 wurde sie für den Film Under the Shadow of the Sun gecastet.
Mekonnen spricht Hebräisch, Amharisch, Englisch, Spanisch, und Portugiesisch.

## Filmografie (Auswahl)
Filme
- 2016: Mama's Angel
- 2018: HaNeshef
- 2023: the Shadow of the Sun

Serien
- 2012: Tanoochi
- 2020–2022: Bat HaShoter